# EOS: Earth Orbit Stations
EOS: Earth Orbit Stations est un jeu vidéo de gestion développé par Karl Buiter et publié par Electronic Arts en 1987 sur Apple II et Commodore 64. Le jeu se déroule à la fin du XXe siècle et met le joueur en charge d’un programme d’exploration et d’exploitation de l’espace. Le joueur doit ainsi gérer la construction de stations spatiales, mais aussi trouver des financements et des moyens de les rendre profitables, que ce soit sur le plan économique ou scientifique. Le jeu se déroule au tour par tour, chaque tour représentant un trimestre et permettant au joueur de réaliser différentes actions. La partie commence avec le lancement des premiers modules de la station, qui contiennent le nécessaire pour permettre de vivre à son bord. A chaque tour, le joueur peut ensuite acheter de nouveaux modules, qu’il doit connecter au reste de la station. Ces modules peuvent être destinés au commerce ou à la recherche. Les premiers permettent à la station de générer des revenus alors que les seconds rapportent des points de technologie, qui permettent de débloquer des modules plus sophistiqués. En plus d’acheter des modules, le joueur peut à chaque tour consulter des récapitulatifs sur ses revenus et sur l’évolution du marché. Construire et développer une station orbitale n’est pas l’unique objectif du joueur. Le jeu propose en effet sept scénarios de difficulté croissante. Chaque scénario propose un objectif différent qui peut par exemple être de construire une station rentable ou une base sur la Lune, voire de rechercher de nouvelles formes de vies dans le système solaire,,,